# التدخل التشادي في شمال مالي
في 18 يناير 2013، أعلنت جمهورية تشاد عزمها على نشر 2000 جندي في مالي كجزء من الحملة الدولية ضد المتمردين الإسلامويين؛ فوج مشاة قوامه 1200 جندي وكتيبتان دعم مع 800 جندي. لم تكن القوات التشادية جزءً من بعثة الدعم الدولية بقيادة أفريقية إلى مالي، لكنها مدمجة في هيكل قيادة فرنسي قائم. تأكد في نفس اليوم وصول الجيش التشادي إلى نيامي.
وبدعم من العربات وسيارات إيلاند 90 المدرعة، دخلت القوات التشادية مالي عبر النيجر، حيث أمَّنت المدينة الإسلاموية السابقة ميناكا في 28 يناير. وبحسب بيان صادر عن وزارة الدفاع الفرنسية، غادرت القوات التشادية قاعدتها في ميناكا وتوجهت نحو شمال البلاد دعما للقوات المسلحة المالية في المنطقة.
في 31 يناير، دخل حوالي 1800 جندي تشادي مدينة كيدال دون مقاومة، حيث استولت القوات الفرنسية على ضواحي المدينة قبل أيام قليلة من الاستيلاء الرسمي عليها. كما ساهم الجيش التشادي في تأمين المدينة التي تسيطر عليها حاليًا الحركة الوطنية لتحرير أزواد.
في 7 فبراير، في المساء، اقتحمت القوات التشادية والفرنسية بلدة Aguelhok.
في 8 فبراير، أعلنت القوات الفرنسية والتشادية أنها استولت على بلدة تساليت بالقرب من الحدود الجزائرية، مقر أحد المطارات الأخيرة التي لا يزال المتمردون يسيطرون عليها.
ووفقًا لمصادر عديدة، في 12 فبراير توفي جندي تشادي بسبب المرض، مما يمثل أول وفاة منذ بدء التدخل التشادي في أواخر يناير.
في 22 فبراير، وبدعم من مقاتلين فرنسيين، شن الجيش التشادي عملية عسكرية مشتركة بدعم من طائرات حربية فرنسية على قاعدة إسلاموية قيل إنها ذات «أهمية كبيرة»، حيث يُعتقد أن 8 رهائن فرنسيين محتجزون مع مخابئ قيل إن الأسلحة الثقيلة وقذائف المدفعية والأسلحة المضادة للدبابات والألغام كانت مخبأة في جبال أدرار إيفوغاس. بحلول نهاية اليوم، اعتُبرت المهمة ناجحة حيث قُتل أو أُسر 93 إسلامويًا، لكنها تسببت في مقتل 26 جنديًا تشاديًا وإصابة 52 آخرين بجروح خطيرة، وكان من بين القتلى العديد من القادة التشاديين رفيعي المستوى في مالي، بما في ذلك قائد القوات الخاصة عبد العزيز حسن آدم.
في 25 فبراير، خلال عملية عسكرية مشتركة في جبال أدرار إيفوغاس، أبلغت القوات التشادية عن مقتل زعيم القاعدة الأيمن للقاعدة، عبد الحميد أبو زيد، بجانب 40 من أتباعه. من غير المعروف ما إذا كان قد قُتل في غارات جوية فرنسية أو على يد القوات البرية التشادية، حيث لم تؤكد الحكومة الفرنسية هذه المعلومات أو تنفها.
في 1 مارس، ادعى الجيش التشادي أنه قتل مختار بلمختار. وبحسب بيان حكومي، قُتل مختار مع عدد من المتطرفين الآخرين، وتم الاستيلاء على أسلحة ومعدات و40 سيارة. في أبريل، تراجعت الحكومة التشادية عن مزاعمها السابقة بقتل مختار، قائلةً إنه فجر نفسه مع العديد من المسلحين الآخرين، في حالة يأس بعد أن علم بوفاة أبو زيد.
في 12 مارس، قتل جندي تشادي في اشتباك مع ستة إسلامويين، بحسب مسؤولين عسكريين.
في 12 أبريل، فجر انتحاري أحزمة ناسفة أثناء مرور مجموعة من الجنود التشاديين في سوق مزدحم في كيدال، مما أسفر عن مقتل أربعة جنود والمفجر في الانفجار الذي أسفر عن إصابة خمسة مدنيين.
في 14 أبريل، أعلن الرئيس التشادي إدريس ديبي إتنو الانسحاب الكامل للجنود التشاديين من مالي، مستشهدًا بانتهاء المواجهة مع الإسلامويين وأن الجيش التشادي ليس لديه المهارات لخوض حرب عصابات، في إشارة إلى الهجوم السابق في كيدال الذي أسفر عن مقتل أربعة من جنوده. أفادت مصادر محلية أن الجيش قد سحب بالفعل كتيبة ميكانيكية قبل بضعة أيام على إعلان رسمي وسحب قواته من Aguelhok وتساليت.
في 15 أبريل، صوت البرلمان التشادي بأغلبية ساحقة لقرار انسحاب القوات التشادية من مالي «في إطار زمني معقول». وفي نفس اليوم أعلن الجيش التشادي أنه فقد 36 جنديًا خلال التدخل الذي استمر ثلاثة أشهر في شمال مالي وأصيب 74 آخرين. في المجموع، كلف وجود الجنود التشاديين في مالي البلاد 57 مليار فرنك أفريقي (87 مليون). وخلال التدخل، تم نشر ما لا يقل عن 2250 جنديًا مع 250 مركبة وكمية كبيرة من الإمدادات.
في 17 أبريل، نما التوتر بين الانفصاليين الطوارق مجموعة الحركة الوطنية لتحرير أزواد والجيش التشادي المرابطة في كيدال. اتهمت الحركة الوطنية لتحرير أزواد الجيش التشادي بأنه يخطط للسماح للقوات المالية بالانتشار في المدينة وإطلاق النار على المدنيين العزل خلال مظاهرات ضد الحكم العسكري التشادي.